# Biotecnologia ambiental

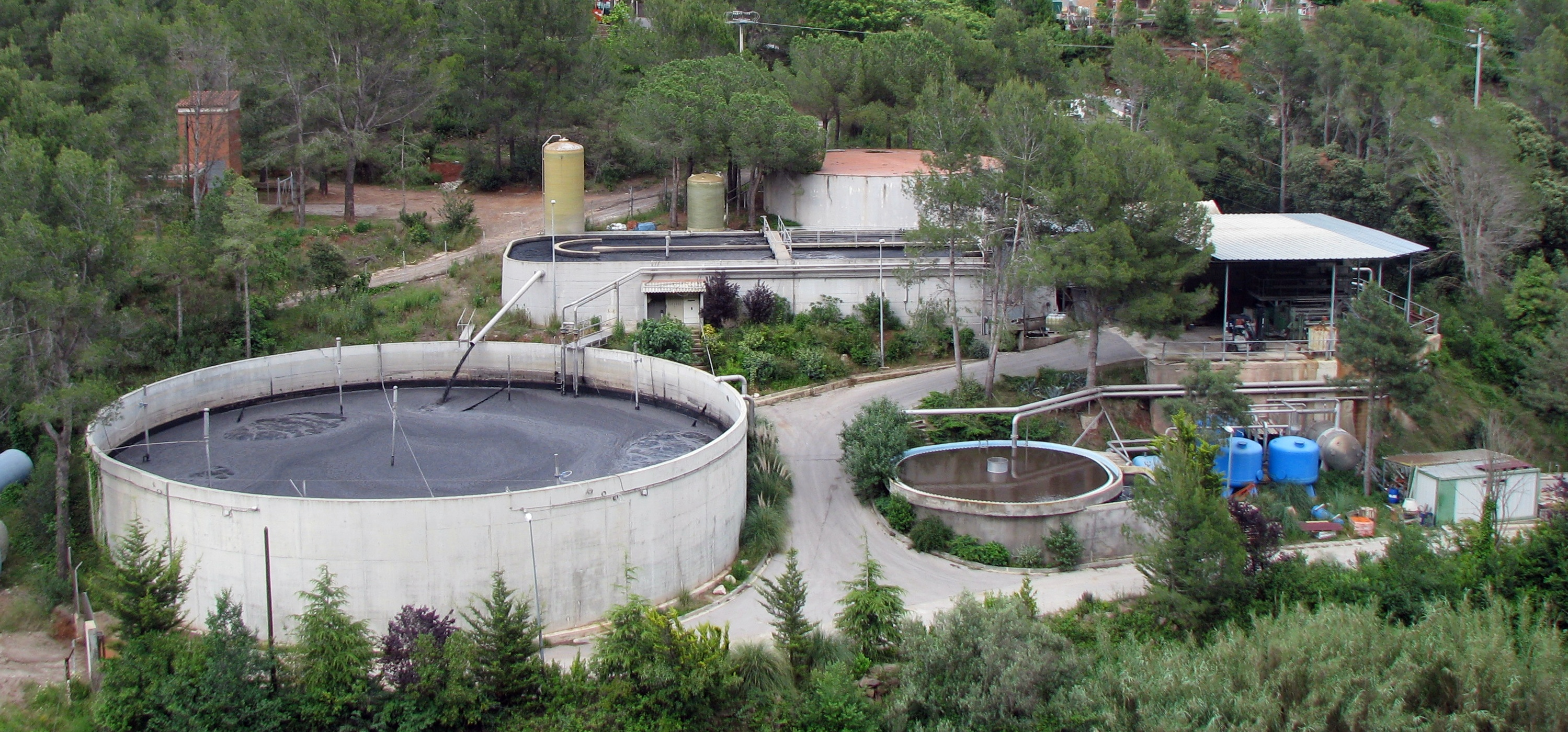
Depuradora de Castellar del Vallès; a les depuradores la matèria orgànica es degrada biològicament.

La biotecnologia ambiental és una branca de la biotecnologia interessada en la protecció ambiental mitjançant processos biotecnològics amb l'objectiu de prevenir, mitigar o eliminar la presència de compostos contaminants del medi ambient. Els principals avantatges de l'ús d'aquests processos respecte a tractaments químics o físics, és que a l'emprar tractaments biològics hi ha una alteració menor del medi ambient i el cost del procés és inferior; el principi bàsic d'actuació dels processos biològics es basa en la degradació de compostos orgànics contaminants per obtenir compostos inorgànics (idealment innocus).